# Adobe ImageReady
Adobe ImageReady — специализированный растровый графический редактор компании Adobe Systems для Microsoft Windows и Mac OS X, предназначенный для подготовки графики к публикации на веб-сайтах. Поставлялся вместе с Adobe Photoshop с 1998 по 2007 годы.
На панели инструментов Photoshop имелась кнопка для быстрой передачи текущего изображения (с версии 5.5) в ImageReady. Панель инструментов ImageReady похожа на панель инструментов Photoshop, но ряд инструментов отсутствовал в Photoshop:
- просмотр документа (Preview Document tool) — возможность просмотра эффектов в ImageReady, а не в браузере;
- просмотр в браузере по умолчанию (Preview in Default Browser tool) — предпросмотр изображения в окне браузера, в том числе и анимационных эффектов;
- передача изображения в Photoshop (Jump to Photoshop) — открытие изображения в Photoshop.

## Версии
ImageReady в комплект поставки Photoshop с 2.0 до 9.0 (CS2). Начиная с Photoshop 7, Adobe не изменил номер версии в ImageReady 7.0.
| Выпуск | Версия    | Дата выпуска | Комплект поставки             |
| ------ | --------- | ------------ | ----------------------------- |
| 1      | 1.0       | Июль 1998    | Выпущен как отдельный продукт |
| 2      | 2         | Июль 1999    | Photoshop 5.5                 |
| 3      | 3         | Октябрь 2000 | Photoshop 6.0                 |
| 4      | 7         | Февраль 2002 | Photoshop 7.0                 |
| 5      | 8 («CS»)  | Октябрь 2003 | Photoshop 8.0 CS              |
| 6      | 9 («CS2») | Май 2005     | Photoshop 9.0 CS2             |

В 2007 году Adobe Fireworks заменил ImageReady (из-за покупки Macromedia компанией Adobe).